# Salvador Viniegra
Salvador Viniegra y Lasso de la Vega (Cadix, 23 novembre 1862 - Madrid, 29 avril 1915) est un peintre d'histoire et un mécène espagnol.

## Biographie

### Débuts
Il a commencé à étudier le Droit, mais rapidement il a décidé de devenir peintre, et il est entré à l'École des Beaux Arts de Cadix, où il a été élève de Ramón Rodríguez Barcaza et José Pérez Jiménez.

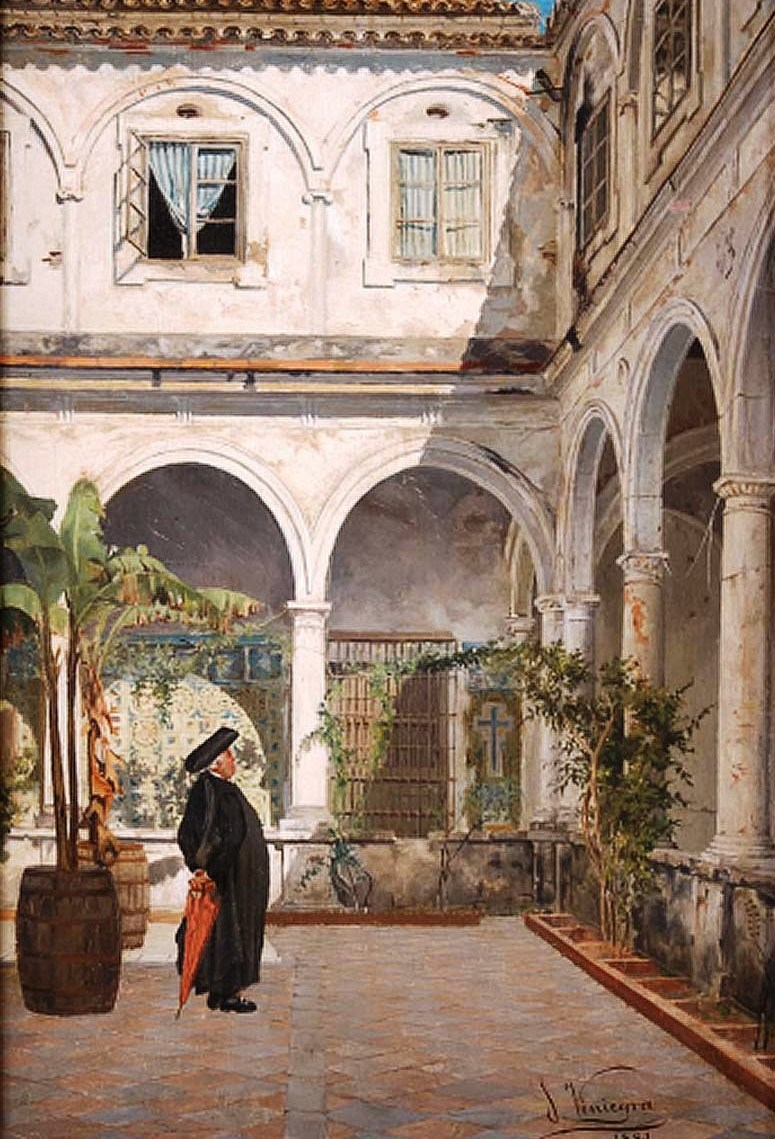
Salvador Viniegra, Patio du Couvent de San Francisco de Cádiz (détail), 1881. Musée des Beaux Arts de Cadix (Espagne).

Ses premières œuvres connues sont une série d'aquarelles, qui ont donné naissance à un album qui, en 1877, a eu un assez grand succès. Les années suivantes il a remporté divers prix de peinture dans des expositions régionales, et a effectué un voyage à Rome, où il s'est consacré à l'étude du dessin sur le vif.

### Retour en Espagne
De retour en Espagne en 1882, il a concouru la même année à l'Exposition de Hernández avec son tableau Un patio de Sevilla. Plus tard, il a concouru avec un autre tableau de grandes dimensions -La bendición de los campos en 1800-, exposé postérieurement à la Exposition nationale des beaux-arts de Madrid de 1887 qui lui a valu la médaille de première classe.

### Reconnaissance de son vivant

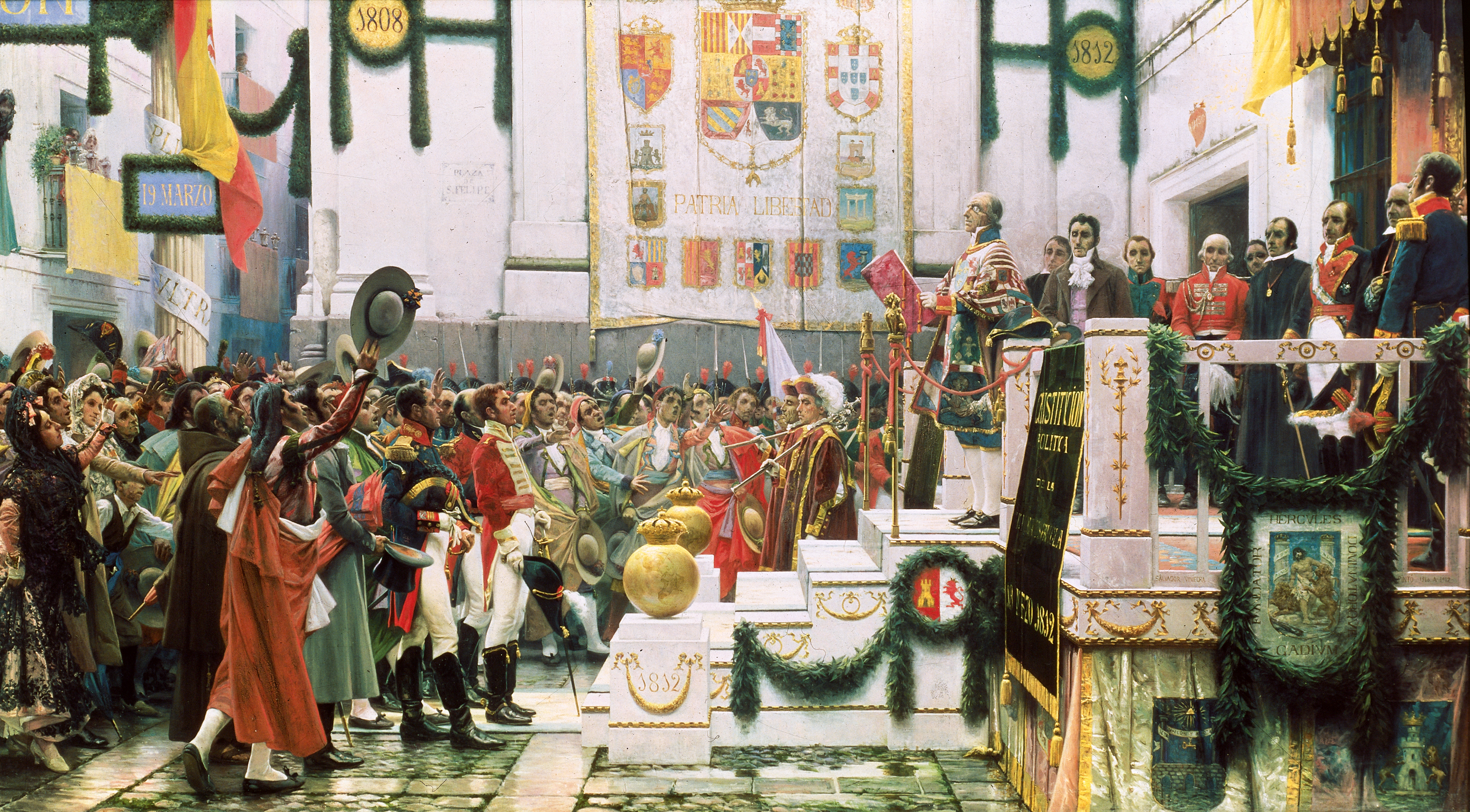
La promulgation de la Constitution de 1812, 1912.

En 1890, il a gagné le concours pour une bourse du mérite de l'Académie Espagnole des Beaux Arts de Rome (es), où il a résidé jusqu'en novembre 1896. Cette période italienne a été la plus riche dans son œuvre. En 1891 il a réalisé le tableau El primer beso. Il a exposé ses œuvres durant cette période à Munich, Rome et Budapest.
Ses œuvres ont été constamment reproduites, ce qui a fait de lui un peintre très populaire dans toute l'Europe. En 1897 il a présenté La romería del Rocío à la Sala Dante de Rome, ainsi qu'à l′Exposition nationale des beaux-arts de Madrid la même année, et dans les Expositions Internationales de Munich et de Vienne de 1898, où il a reçu plusieurs médailles d'or. Ce tableau a poursuivi sa carrière internationale grâce à un négociant polonais, qui l'a exposé dans plusieurs villes d'Europe orientale. Le peintre l'a cédé au Musée d'Art Moderne de Madrid en 1905.

### Dernière étape

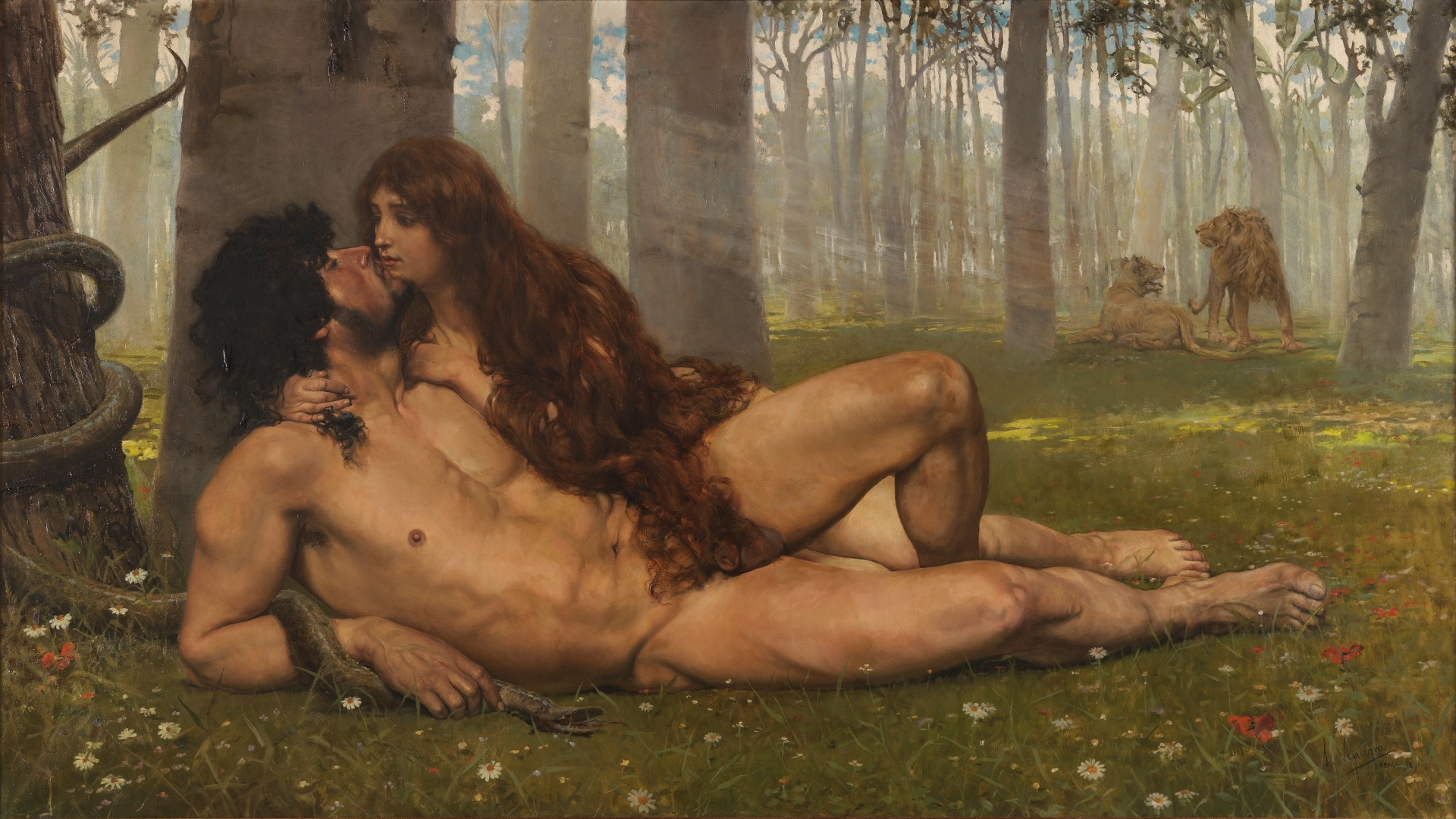
Le premier baiser (El primer beso, 1891; Musée du Prado.)

Établi à Madrid, il a été nommé sous-directeur et conservateur du Musée du Prado (1890-1898). Durant cette époque, il est devenu un important mécène des arts, et spécialement de la musique (il était un violoncelliste distingué), apportant son aide à divers artistes, dont Manuel de Falla et Juan Ruiz Casaux. Il est décédé dans la capitale de l'Espagne le 29 avril 1915.